# TSV 1875 Höchst
Der TSV 1875 Höchst ist ein rund 1700 Mitglieder zählender Turn- und Sportverein aus dem hessischen Höchst im Odenwald. Die beiden bekanntesten Abteilungen sind die Fußball- und die Tischtennis-Abteilung. Daneben bietet der Verein auch Abteilungen für Karate, Leichtathletik, Radsport, Schwimmen, Turnen und Volleyball.

## Geschichte
Der Verein wurde 1875 als fünfter Turnverein des Odenwaldkreises gegründet. Maßgeblichen Anteil an der Gründung des Vereins hatten die Mitglieder Pabst, Pilger und Weitzel. Zum 1. Juni 1928 erfolgte die Eintragung des Turnvereins in das Vereinsregister beim Amtsgericht Höchst. Nach der Auflösung vieler Vereine im Zuge des Zweiten Weltkriegs einigten sich die sporttreibenden Abteilungen der zwischenzeitlich gegründeten Kultur- und Sportvereinigung (KSV) Höchst, einen Turn- und Sportverein zu gründen. In der Gründungsversammlung am 25. Januar 1949 wurde eine neuzeitliche Satzung genehmigt und der Verein unter dem jetzigen Namen TSV 1875 Höchst/Odenwald e.V. in das Vereinsregister eingetragen. Mit diesem Beschluss hatten sich die beiden Vereine Turnverein Höchst und der Sportverein 1920 Höchst vereinigt.
Aktueller Vorsitzender des Gesamtvereins ist Jens Fröhlich, vertreten durch den zweiten Vorsitzenden Tim Mathes. (Stand: November 2021)

## Erfolge der Abteilungen
Die Fußballabteilung des TSV Höchst feierte mit dem Sieg des Regionalpokals der Fußballregion Darmstadt im Jahre 2010 den größten Erfolg der Abteilungsgeschichte. Hierdurch war der TSV Höchst als einziger Kreisoberligist zur Teilnahme am Hessenpokal 2011 des Hessischen Fußball-Verband (HFV) berechtigt.
Die Tischtennisabteilung wiederum ist als erfolgreicher regionaler Verein und Talentschmiede bekannt, die vor allem den mehrfachen Tischtennis-Europameister und Olympia-Silbermedaillengewinner (mit der Mannschaft, Peking 2008) Timo Boll (März 2011: Weltranglistenplatz 1) hervorgebracht hat. Auch der Bundesligaspieler Patrick Franziska stammt aus der Jugend des TSV Höchst. Die 1. Herrenmannschaft des TSV Höchst spielte in der Saison 2024/25 in der Verbandsliga, die 1. Damenmannschaft in der Bezirksoberliga.
Am 28. Mai 2017 gewann die 1. Herrenmannschaft die deutschen Pokalmeisterschaften für Verbandsklassen. Zuvor qualifizierte man sich dazu mit Siegen beim Bezirks- und Hessenpokal. 
Damit ist der TSV Höchst der erste Verein aus dem Odenwaldkreis, der diesen Titel erspielen konnte. 